# 1948年ロンドンオリンピックのフランス選手団
1948年ロンドンオリンピックのフランス選手団（1948ねんロンドンオリンピックのフランスせんしゅだん）は、1948年7月29日から8月14日にかけてイギリスの首都ロンドンで開催された1948年ロンドンオリンピックのフランス選手団、およびその競技結果。

## 概要
今大会は金メダル10個、銀メダル6個、銅メダル13個、合計29個のメダルを獲得した。

## メダル
| メダル | 選手名                                                                                | 競技   | 種目                      |
| ------ | ------------------------------------------------------------------------------------- | ------ | ------------------------- |
| 金     | ミシュリーヌ・オステルメイヤー                                                        | 陸上   | 女子砲丸投                |
| 金     | ミシュリーヌ・オステルメイヤー                                                        | 陸上   | 女子円盤投                |
| 金     | ジョゼ・ベヤールト                                                                    | 自転車 | 男子個人ロードレース      |
| 金     | ジャック・デュポン                                                                    | 自転車 | 男子1000mタイムトライアル |
| 金     | フェルナン・ドカナリ ピエール・アダン セルジュ・ブリュソン シャルル・コスト           | 自転車 | 男子4000m団体追い抜き     |
| 銀     | アラン・ミムン                                                                        | 陸上   | 男子10000m                |
| 銀     | ジャン・ケレベル フランソワ・シュウェッタ ロベール・シェフ・ドテル ジャック・リュニス | 陸上   | 男子4×400mリレー          |
| 銀     | イニャス・ハインリヒ                                                                  | 陸上   | 男子十種競技              |
| 銅     | マルセル・アンセンヌ                                                                  | 陸上   | 男子800m                  |
| 銅     | ミシュリーヌ・オステルメイヤー                                                        | 陸上   | 女子走高跳                |
| 銅     | ジャクリーヌ・マズア                                                                  | 陸上   | 女子円盤投                |
| 銅     | ジョゼ・ベヤールト アレン・モワノー ジャック・デュポン                                | 自転車 | 男子団体ロードレース      |
| 銅     | ジャストン・ドロン ルネ・フェイ                                                       | 自転車 | 男子タンデムスプリント    |